# Eliseo Salazar
Eliseo Salazar Valenzuela (ur. 14 listopada 1954 roku w Santiago) – chilijski kierowca wyścigowy i rajdowy. W Formule 1 zadebiutował w Grand Prix Stanów Zjednoczonych - Zachód w 1981 roku w zespole March Grand Prix Team.
W latach 1981–1983 startował w Formule 1, w latach 1986–1987 w Formule 3000, a w okresie 1988-1990 w mistrzostwach świata sportowych samochodów prototypowych (FIA World Sport Prototype Championship). Następnie przez kilka lat nie startował, pracując w tym czasie w chilijskiej telewizji. W 1994 powrócił do ścigania się. W latach 1995–1996 startował w amerykańskiej serii CART, a od 1996 do 2002 w Indy Racing League.
W 2004 zainteresował się także rajdami startując w chilijskich mistrzostwach. W 2009 wystartował w Rajdzie Dakar, a w 2012 pojechał w swoim pierwszym rajdzie zaliczanym do mistrzostw świata.

## Wyniki

### Formuła 1
| Legenda oznaczeń w tabelach wyników Wyświetl szablon na nowej stronie | Legenda oznaczeń w tabelach wyników Wyświetl szablon na nowej stronie                                                                     |
| Oznaczenie                                                            | Wyjaśnienie |
| --------------------------------------------------------------------- | --- |
| Złoty                                                                 | Zwycięzca lub mistrzostwo |
| Srebrny                                                               | 2. miejsce lub wicemistrzostwo |
| Brązowy                                                               | 3. miejsce lub II wicemistrzostwo |
| Zielony                                                               | Ukończył, punktował (w klasyfikacji generalnej, gdy zdobył co najmniej jeden punkt na przestrzeni sezonu, poza trzema powyższymi opcjami) |
| Niebieski                                                             | Ukończył, nie punktował (w klasyfikacji generalnej, gdy nie zdobył co najmniej jednego punktu na przestrzeni sezonu)                      |
| Czerwony                                                              | Nie zakwalifikował się (NZ) |
| Czerwony                                                              | Nie prekwalifikował się (NPK) |
| Różowy                                                                | Nie ukończył (NU) |
| Różowy                                                                | Niesklasyfikowany (NS) (w klasyfikacji generalnej, gdy nie został sklasyfikowany w żadnym wyścigu sezonu)                                 |
| Czarny                                                                | Zdyskwalifikowany (DK) |
| Czarny                                                                | Wykluczony (WYK/EX) |
| Biały                                                                 | Nie wystartował (NW) |
| Biały                                                                 | Kontuzjowany (K/INJ) |
| Biały                                                                 | Wyścig odwołany (OD/C) |
| Bez koloru                                                            | Został wycofany (WYC/WD) |
| Bez koloru                                                            | Nie przybył (NP/DNA) |
| Bez koloru                                                            | Nie brał udziału w treningach (NT/DNP) |
| Bez koloru                                                            | Nie został zgłoszony (–) |
| Pogrubienie                                                           | Start z pole position |
| Kursywa                                                               | Najszybsze okrążenie wyścigu |
| †                                                                     | Nie ukończył, ale jego rezultat został zaliczony ze względu na przejechanie więcej niż 90% dystansu wyścigu.                              |
| *                                                                     | Sezon w trakcie |
| 1/2/3                                                                 | Punktowana pozycja w sprincie kwalifikacyjnym                                                                                             |
| Lista systemów punktacji Formuły 1                                    | |

| Rok  | Zespół                    | Bolid        | Silnik           | Wyniki w poszczególnych eliminacjach | Wyniki w poszczególnych eliminacjach | Wyniki w poszczególnych eliminacjach | Wyniki w poszczególnych eliminacjach | Wyniki w poszczególnych eliminacjach | Wyniki w poszczególnych eliminacjach | Wyniki w poszczególnych eliminacjach | Wyniki w poszczególnych eliminacjach | Wyniki w poszczególnych eliminacjach | Wyniki w poszczególnych eliminacjach | Wyniki w poszczególnych eliminacjach | Wyniki w poszczególnych eliminacjach | Wyniki w poszczególnych eliminacjach | Wyniki w poszczególnych eliminacjach | Wyniki w poszczególnych eliminacjach | Wyniki w poszczególnych eliminacjach | Punkty | Pozycja |
| ---- | ------------------------- | ------------ | ---------------- | ------------------------------------ | ------------------------------------ | ------------------------------------ | ------------------------------------ | ------------------------------------ | ------------------------------------ | ------------------------------------ | ------------------------------------ | ------------------------------------ | ------------------------------------ | ------------------------------------ | ------------------------------------ | ------------------------------------ | ------------------------------------ | ------------------------------------ | ------------------------------------ | ------ | ------- |
| 1981 |                           |              |                  | USZ                                  | BRA                                  | ARG                                  | SMR                                  | BEL                                  | MON                                  | ESP                                  | FRA                                  | GBR                                  | GER                                  | AUT                                  | HOL                                  | ITA                                  | KAN                                  | LSV                                  |                                      | 1      | 18      |
| 1981 | March Grand Prix Team     | March 811    | Ford Cosworth V8 | NZ                                   | NZ                                   | NZ                                   | NU                                   | NZ                                   | NZ                                   |                                      |                                      |                                      |                                      |                                      |                                      |                                      |                                      |                                      |                                      | 1      | 18      |
| 1981 | Ensign Racing             | Ensign N180B | Ford Cosworth V8 |                                      |                                      |                                      |                                      |                                      |                                      | 14                                   | NU                                   | NZ                                   | NS                                   | NU                                   | 6                                    | NU                                   | NU                                   | NU                                   |                                      | 1      | 18      |
| 1982 | Team ATS                  | ATS D5       | Ford Cosworth V8 | RPA                                  | BRA                                  | USZ                                  | SMR                                  | BEL                                  | MON                                  | USW                                  | KAN                                  | HOL                                  | GBR                                  | FRA                                  | GER                                  | AUT                                  | SWI                                  | ITA                                  | LSV                                  | 2      | 22      |
| 1982 | Team ATS                  | ATS D5       | Ford Cosworth V8 | 9                                    | NU                                   | NU                                   | 5                                    | NU                                   | NU                                   | NU                                   | NU                                   | 13                                   | NZ                                   | NU                                   | NU                                   | NZ                                   | 14                                   | 9                                    | NZ                                   | 2      | 22      |
| 1983 | RAM Automotive Team March | RAM March 01 | Ford Cosworth V8 | BRA                                  | USZ                                  | FRA                                  | SMR                                  | MON                                  | BEL                                  | USW                                  | KAN                                  | GBR                                  | GER                                  | AUT                                  | HOL                                  | ITA                                  | EUR                                  | RPA                                  |                                      | 0      | 32      |
| 1983 | RAM Automotive Team March | RAM March 01 | Ford Cosworth V8 | 15                                   | NU                                   | NZ                                   | NZ                                   | NZ                                   | NZ                                   | -                                    | -                                    | -                                    | -                                    | -                                    | -                                    | -                                    | -                                    | -                                    |                                      | 0      | 32      |

### Indianapolis 500
| Rok  | Nadwozie | Silnik        | Start | Wynik | Uwagi   |
| ---- | -------- | ------------- | ----- | ----- | ------- |
| 1995 | Lola     | Cosworth-Ford | 24    | 4     |         |
| 1996 | Lola     | Cosworth-Ford | 3     | 6     | Wypadek |
| 1997 | Dallara  | Oldsmobile    | 9     | 24    | Wypadek |
| 1999 | G-Force  | Oldsmobile    | 18    | 33    | Wypadek |
| 2000 | G-Force  | Oldsmobile    | 3     | 3     |         |
| 2001 | Dallara  | Chevrolet     | 28    | 7     |         |

### WRC
| Sezon | Zespół         | Samochód                   | 1      | 2       | 3      | 4          | 5  | 6      | 7             | 8         | 9      | 10              | 11      | 12     | 13        | 14 | 15 | 16 | Punkty | Miejsce |
| ----- | -------------- | -------------------------- | ------ | ------- | ------ | ---------- | -- | ------ | ------------- | --------- | ------ | --------------- | ------- | ------ | --------- | -- | -- | -- | ------ | ------- |
| 2012  | Eliseo Salazar | Mini John Cooper Works WRC | Monako | Szwecja | Meksyk | Portugalia | 12 | Grecja | Nowa Zelandia | Finlandia | Niemcy | Wielka Brytania | Francja | Włochy | Hiszpania |    |    |    | 0      |         |